# Патрік Бовс-Лайон
Патрік Бовс-Лайон (англ. Patrick Bowes-Lyon; 5 березня 1863 — 5 жовтня 1946) — колишній британський тенісист.
Здобув 11 одиночних титулів.
Перемагав на турнірах Великого шолома в парному розряді.

## Фінали турнірів Великого шолома

### Парний розряд (1–1)
| Результат | Рік  | Турнір                    | Партнер            | Суперники                    | Рахунок                 |
| --------- | ---- | ------------------------- | ------------------ | ---------------------------- | ----------------------- |
| Перемога  | 1887 | Вімблдонський турнір 1887 | Герберт Вілберфорс | H.J. Crispe E. Barratt-Smith | 7–5, 6–3, 6–2           |
| Поразка   | 1888 | Вімблдонський турнір 1888 | Герберт Вілберфорс | Ернест Реншоу Вільям Реншоу  | 6–2, 6–1, 3–6, 4–6, 3–6 |

## Нотатки
1. ↑  Patrick Bowes- Lyon: Stats. tennisarchives.com. Tennis Archives. Процитовано 17 серпня 2016.